# الشراقية (الخبت)

تعديل مصدري - تعديل

الشراقية هي إحدى قرى عزلة جبع بمديرية الخبت التابعة لمحافظة المحويت، بلغ تعداد سكانها 742 نسمة حسب تعداد اليمن لعام 2004.